# Cvrčovice (ort i Tjeckien, Mellersta Böhmen)
Cvrčovice är en ort i Tjeckien.   Den ligger i regionen Mellersta Böhmen, i den centrala delen av landet, 21 km nordväst om huvudstaden Prag. Cvrčovice ligger 333 meter över havet och antalet invånare är 579.
Terrängen runt Cvrčovice är lite kuperad. Runt Cvrčovice är det ganska tätbefolkat, med 80 invånare per kvadratkilometer. Närmaste större samhälle är Kladno, 5,2 km sydväst om Cvrčovice. Trakten runt Cvrčovice består till största delen av jordbruksmark.